# Hanken, Karlsborgs kommun
Hanken är ett bostadsområde i tätorten Karlsborg i Undenäs socken, Karlsborgs kommun.

## Tätorten
1960 avgränsade SCB en tätort med 280 invånare inom Undenäs landskommun. 1975 hade Hanken sammanvuxit med Karlsborgs tätort. Vid 2010 år tätortsavgränsning ingår orten fortfarande i Karlsborgs tätort.